# Hebecephalus crenulatus
Hebecephalus crenulatus är en insektsart som beskrevs av Hamilton 1998. Hebecephalus crenulatus ingår i släktet Hebecephalus och familjen dvärgstritar. Inga underarter finns listade i Catalogue of Life.